# Route 11 (Île-du-Prince-Édouard)
La Route 11 et une route secondaire de 65,5 km (40,7 mi) située dans l'ouest de l'Île-du-Prince-Édouard. Son terminus sud est à l'intersection avec la route 1A (Read Drive) à Summerside et son terminus nord est à l'intersection avec la route 2 à Lady Slipper. Elle passe par Miscouche, Mont-Carmel, Cape Egmont, Abrams-Village, Higgins Road, Victoria West et Enmore

## Intersections majeures
| Comté  | Ville          | km    | Destinations                                                                         | Notes                          |
| ------ | -------------- | ----- | ------------------------------------------------------------------------------------ | ------------------------------ |
| Prince | Summerside     | 0,00  | Route 1A – Kensington, Cavendish, Tignish, Borden-Carleton, Pont de la Confédération |                                |
| Prince | Miscouche      | 13,00 | Route 12 nord – Miscouche                                                            | Terminus sud de la Route 12    |
| Prince | Wellington     | 23,60 | Route 165 ouest (Cannontown Road)                                                    | Terminus est de la Route 165   |
| Prince | Mont-Carmel    | 29,70 | Route 177 nord (Mont Carmel Road)                                                    | Terminus sud de la Route 177   |
| Prince | Abrams-Village | 44,50 | Route 124 est                                                                        | Terminus ouest de la Route 124 |
| Prince | Egmont         | 47,40 | Route 124 est (St. Gilbert Road)                                                     | Terminus ouest de la Route 126 |
| Prince | Saint-Philippe | 49,80 | Route 127 est (MacIsacc Road)                                                        | Terminus ouest de la Route 127 |
| Prince | Higgins Road   | 53,80 | Route 128 est (Harmony Line Road)                                                    | Terminus ouest de la Route 128 |
| Prince | Higgins Road   | 53,80 | Route 129 sud (Higgins Road)                                                         | Terminus nord de la Route 129  |
| Prince | Victoria West  | 58,00 | Route 135 sud (Hall Road)                                                            | Terminus nord de la Route 135  |
| Prince | Victoria West  | 58,10 | Route 130 est (Richards Road)                                                        | Terminus ouest de la Route 130 |
| Prince | Lady Slipper   | 65,30 | Route 2 – Summerside, Tignish                                                        |                                |
|        |                |       |                                                                                      |                                |